# Ben Kennedy
Pas d'image ? Cliquez ici

a Compétitions nationales et continentales officielles uniquement.

b Matchs officiels uniquement.
Ben Kennedy, né le 14 mars 1974 à Casino (Australie), est un joueur de rugby à XIII australien évoluant au poste de deuxième ligne ou troisième ligne dans les années 1900 et 2000.
Formé au rugby à XV et grand espoir australien, c'est finalement en rugby à XIII qu'il effectue sa carrière sportive. Il débute en National Rugby League (« NRL ») avec Canberra. Il rejoint ensuite en 2000 pour cinq saisons Newcastle avec lequel il remporte la NRL en 2001 aux côtés d'Andrew Johns et de Danny Buderus. Il termine sa carrière avec deux dernières années à Manly-Warringah avec lequel à deux reprises il est élu meilleur troisième ligne de NRL.
Parallèlement, Ben Kennedy est honoré de seize sélections en équipe d'Australie avec laquelle il remporte la Coupe du monde en  2000 et le Tri-Nations en 2004. Il remporte également à quatre reprises le State of Origin avec la Nouvelle-Galles du Sud, et enfin il compte une participation au City vs Country Origin.

## Palmarès
- Collectif :
  - Vainqueur de la Coupe du monde : 2000 (Australie)
  - Vainqueur du Tri-Nations : 2004 (Australie)
  - Quatre fois vainqueur du State of Origin : 2000, 2003, 2004 et 2005 (Nouvelle-Galles du Sud)
  - Vainqueur de la National Rugby League : 2001 (Newcastle).

- Individuel :
  - Élu meilleur troisième ligne de la National Rugby League : 2005 et 2006 (Manly-Warringah).